# Pseudopanurgus citripes
Pseudopanurgus citripes är en biart som först beskrevs av William Harris Ashmead 1890.  Pseudopanurgus citripes ingår i släktet Pseudopanurgus och familjen grävbin. Inga underarter finns listade i Catalogue of Life.